# 湖南高等学堂
湖南高等学堂是清朝末年於湖南開辦的學堂。清朝晚期，为因应时局变化，实施教育改革。光绪二十七年（1901年），清廷下诏全国教育改制，废书院、兴学堂。全国许多书院因此被改制为现代学堂。在这波大潮中，历史悠久的岳麓书院于1903年被改制成湖南高等学堂。1911年湖南高等学堂停办。